# Фонтан диоскуров
Фонтан диоскуров (итал. Fontana dei Dioscuri) — фонтан на Квиринальской площади в Риме, перед входом в Квиринальский дворец. Выдающийся памятник архитектуры и достопримечательность столицы Италии.

## История и описание
Создание фонтана было связано с работами по реставрации античного акведука с целью обеспечить снабжение питьевой водой районов Рима на холмах Виминал и Квиринал. Работы были завершены в 1587 году в понтификат Папы Сикста V, урожденного Феличе Перетти, поэтому акведук назвали по его имени: «Acqua Felice». Трубы акведука забрали в землю и разделили на два «рукава». Одна часть акведука — Аква Вирго (Aqua Virgo) снабжает водой фонтан Треви, фонтан Баркачча на площади Испании и фонтан Четырёх рек на площади Навона. Другая — Фонтан диоскуров на Квиринальском холме.
Работы по сооружению фонтана Папа поручил архитектору Доменико Фонтана, проект составил его брат Джованни. Композиция фонтана складывалась постепенно. На площадь перенесли статуи диоскуров, Кастора и Поллукса, из терм императора Константина. От этих скульптур площадь получила название: Пьяцца Монте-Кавалло (Площадь горы с конями) .
Скульптурные группы изображают братьев-близнецов  Диоскуров, Кастора и Поллукса, держащих своих лошадей. Некоторые ученые полагают, что оба гиганта олицетворяют Александра Македонского, укрощающего своего коня Буцефала. Группы симметрично удвоены, поскольку они стояли лицом к храму, воздвигнутому императором  Каракаллой. Храм был посвящен Солнцу, с которым отождествлял себя Александр Великий.
Сикст V распорядился развернуть колоссов на северо-восток, в сторону  Порта Пиа. Д. Фонтана организовал их реставрацию, придал им центральное положение на площади, чтобы своими силуэтами они украсили унылый в то время вид длинной Виа Пиа (нынешние Виа дель Квиринале и Виа XX Сеттембре), и повернул их так, чтобы они были обращены к дворцу, затем он поставил новый фонтан у подножия группы на высоком пьедестале. Архитектор использовал древнеримскую чашу, обнаруженную в шестнадцатом веке под статуей Марфорио на Кампидолио (Палаццо Нуово Капитолийского музея), ранее она находилась на  Римском форуме и, согласно легенде, из неё диоскуры поили своих лошадей.
Во второй половине семнадцатого века Папа Александр VII решил перенести фонтан на площадь Санти-Апостоли, но проект не был реализован, как и задуманная Папой  Климентом XI перепланировка всей площади. В 1782 году папа Пий VI поручил архитектору Джованни Антинори вместе с Паскуале Белли усовершенствовать фонтан и поставить обелиск, взятый с  Марсова поля (в древности он стоял у входа в Мавзолей Августа; парный ему обелиск установили на площади Санта-Мария-Маджоре у восточного фасада церкви). Антинори разобрал фонтан и начал перемещать Диоскуров, чтобы расположить радиально по отношению к обелиску, так, как мы видим их сегодня. Дело оказалось настолько сложным, что потребовалось четыре года неудачных попыток «повернуть коней» и поставить обелиск. Римляне посмеивались над Антинори и придумали шутливую анаграмму его имени: Non tirai («Не тяну»).
Позднее фонтан снова был разобран, чаша утрачена. На самом деле работы пришлось приостановить на несколько лет, потому что именно в это время (15 февраля 1798 года) наполеоновские войска взяли Рим. Площадь оставалась без фонтана до поражения Наполеона при Ватерлоо в 1815 году, после чего, с окончанием французской оккупации, работы можно было возобновить. В 1818 году фонтан был воссоздан по распоряжению  Пия VII, поручившего все работы архитектору  Раффаэле Стерну. В качестве водоёма  использовали гранитную чашу, найденную на  Бычьем форуме.
В начале XIX века по эскизу архитектора Джакомо Кваренги скульпторы, братья Паоло и Агостино Трискорни, работая в Риме, изготовили уменьшённые мраморные реплики «квиринальских коней» и в 1817 году их установили на гранитных постаментах по обе стороны лестницы перед зданием Конногвардейского манежа в Санкт-Петербурге.
Квиринальские «кавалли» послужили одним из иконографических источников  «Коней Марли» — произведения французского скульптора Гийома Кусту Старшего, симметрично установленные у въезда на Елисейские поля (со стороны современной Площади Согласия в Париже (в настоящее время обе скульптурные группы находятся в Лувре, на Елисейских полях поставлены копии). Ещё одна историческая реминисценция — скульптурные группы Укротителей коней работы П. К. Клодта на  Аничковом мосту в Санкт-Петербурге (1838—1842).

## Галерея

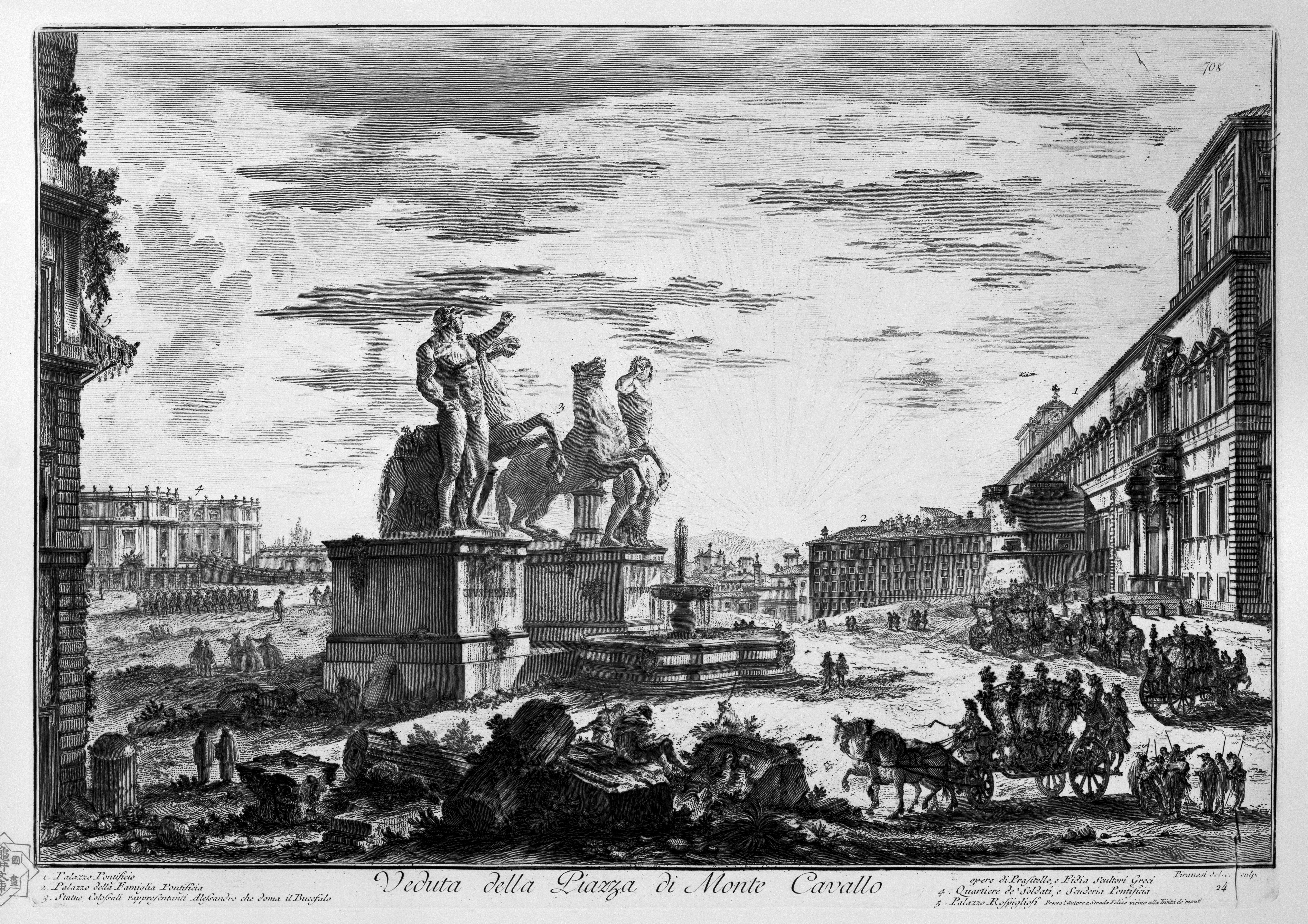
Вид площади Монте-Кавалло. Офорт Дж. Б. Пиранези. 1748
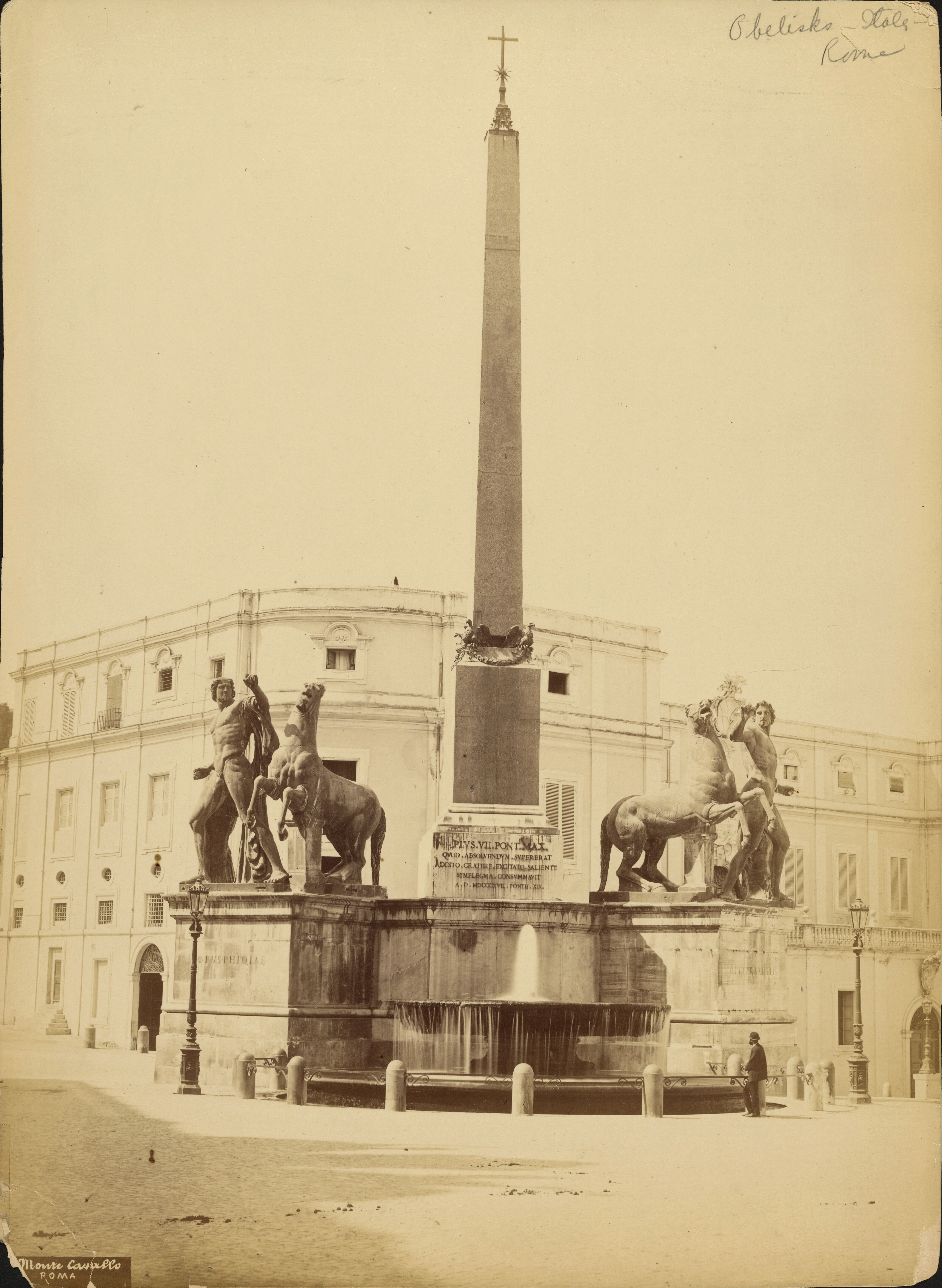
Фонтан Монте Кавалло (Диоскуров) в 1870-е годы.
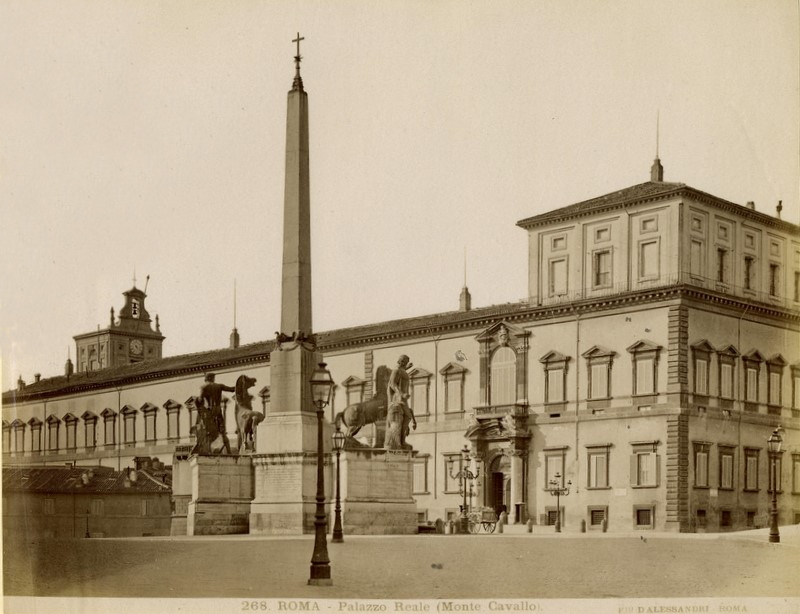
Фотография конца XIX века